# Can Valls (Caldes de Montbui)
Can Valls és una urbanització de Caldes de Montbui, situada als afores del mateix municipi de Caldes, en direcció cap a Palau-solità i Plegamans.
Aquesta urbanització està situada al costat d'una altra, anomenada Torre Negrell, i del restaurant La Bota de Caldes.
Can Valls és una urbanització força gran, plena de cases i un restaurant amb el seu parc i la pista de futbol sala i bàsquet. Aquesta urbanització també comunica amb una altra urbanització, a prop de Santa Eulàlia: la urbanització Can Maspons. L'any 2018 comptava amb 1756 veïns.